# I Really Want to Stay at Your House
"I Really Want to Stay at Your House" é uma canção da cantora britânica Rosa Walton escrita para o jogo eletrônico Cyberpunk 2077 de 2020. Ela foi introduzida na estação de rádio fictícia do jogo intitulada 98.7 Body Heat Radio, e foi incluída pela Lakeshore Records no álbum da trilha sonora de Cyberpunk 2077: Radio, Vol. 2 (Original Soundtrack), lançado em 18 de dezembro de 2020. Posteriormente, a canção ganhou destaque em 2022 depois de ter sido utilizada na série de anime cyberpunk intitulada Cyberpunk: Edgerunners que estreou no mesmo ano. A canção chegou na 68ª posição na tabela da parada musical do Reino Unido.

## Vídeo musical
O vídeo musical de "I Really Want to Stay at Your House" foi lançado em 3 de outubro de 2022. Ele foi editado por Nicholas Fung e apresenta uma compilação de cenas de toda a série de anime Cyberpunk: Edgerunners, dando ênfase ao relacionamento romântico dos personagens David Martinez e Lucyna Kushinada.

## Desempenho comercial
Após ter sido incluída na série de anime Cyberpunk: Edgerunners em 2022, a canção alcançou a 68ª posição na tabela UK Singles Chart do Reino Unido.

## Certificações
| Tabela musical (2022)                         | Melhor posição |
| --------------------------------------------- | -------------- |
| Austrália (ARIA)                              | 86             |
| Canadá (Canadian Hot 100)                     | 79             |
| Estados Unidos (Hot Rock & Alternative Songs) | 23             |
| Global 200 (Billboard)                        | 114            |
| Irlanda (IRMA)                                | 84             |
| Lituânia (AGATA)                              | 79             |
| Reino Unido (UK Singles Chart)                | 68             |